# ボディ・プレス

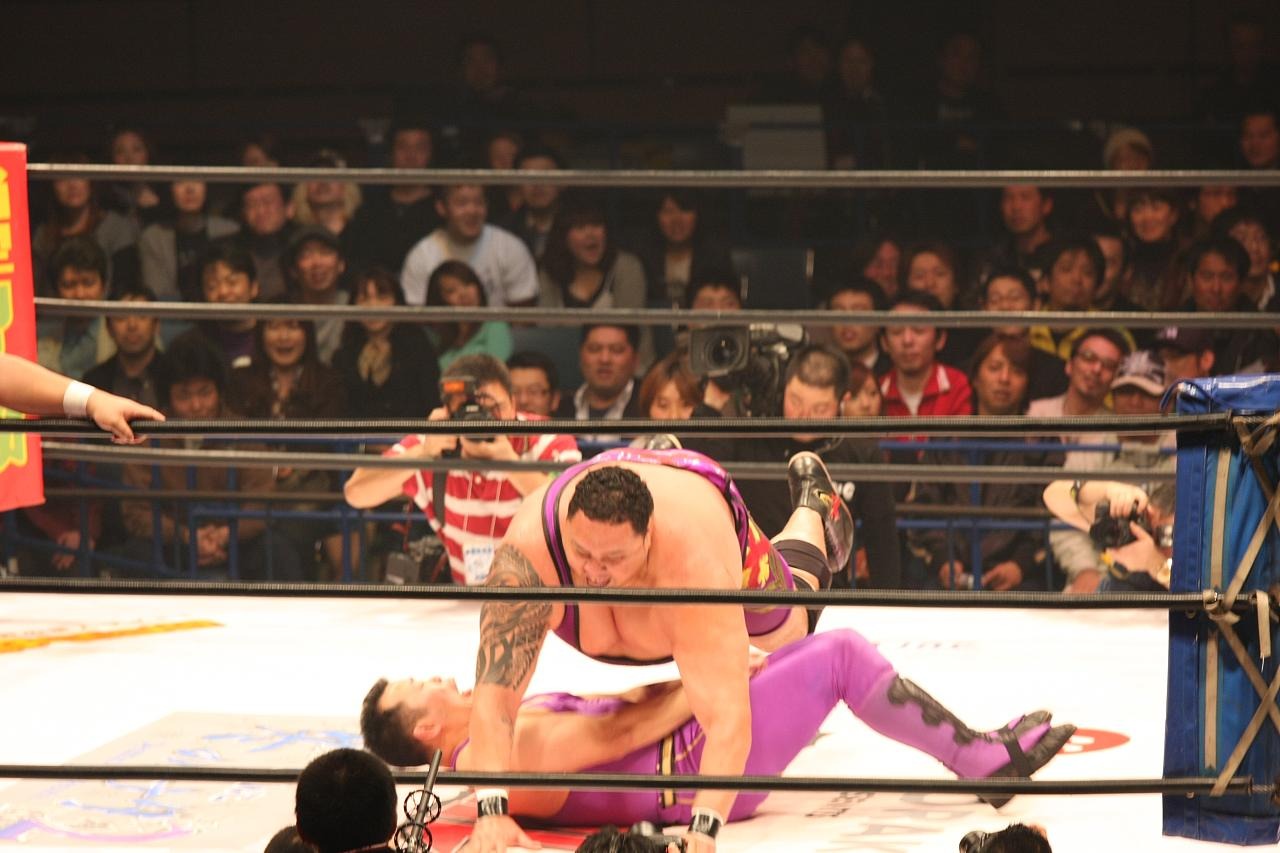
曙によるボディ・プレス。

ボディ・プレス（Body Press）は、プロレス技の一種である。英語圏ではスプラッシュ（Splash）と総称されてボディ・スプラッシュ（Body Splash）、ビッグ・スプラッシュ（Big Splash）とも呼ばれている。

## 概要
マット上に倒れている相手に向かって、腹部から自らの体を浴びせる技及び、その派生技の総称。重量級レスラーが自らの巨体を利用して圧するように放つ場合と、空中技が得意な軽量級レスラーが跳躍力や身軽さを活かして放つ場合がある。

## ジャンピング・ボディ・プレス
ジャンピング・ボディ・プレス（Jumping Body Press）は、仰向けに倒れている相手に対し、その場でジャンプして自らの上体を浴びせる技である。立っている状態から倒れ込むことからスタンディング・スプラッシュとも呼ばれている。跳躍力を必要としないので、自らの巨体を武器とする重量級レスラーが体重を利用していることが多い。
ゴリラ・モンスーンはゴリラ・スプラッシュ、アンドレ・ザ・ジャイアントはジャイアント・プレス、ビッグバン・ベイダーはビッグバン・クラッシュの名称で使用。アンドレは、この技の多用が一因で膝を痛めて1982年頃からエルボー・ドロップとヒップ・ドロップに決め技を移行していく。
- 主な使用者
  - ハッピー・ハンフリー
  - ジェス・オルテガ
  - ヘイスタック・カルホーン
  - グレート・アントニオ
  - ムース・ショーラック
  - スタン・フレイジャー
  - ゴリラ・モンスーン（ゴリラ・スプラッシュ）
  - アンドレ・ザ・ジャイアント（ジャイアント・プレス）
  - クリス・テイラー
  - クラッシャー・ブラックウェル
  - ビッグバン・ベイダー（ビッグバン・クラッシュ）
  - 森嶋猛
  - 曙
  - 浜亮太

## ランニング・ボディ・プレス
ランニング・ボディ・プレス（Running Body Press）は、仰向けに倒れている相手に対し、助走をつけてジャンプして自らの上体を浴びせる技である。
ビッグ・レッドはホリー・ゴースト・スプラッシュ、ワンマン・ギャングは747スプラッシュ（アキームのギミック時はエア・アフリカ）、カマラはウガンダン・スプラッシュ、タイフーンはタイダル・ウェーブ、アルティメット・ウォリアーはアルティメット・スプラッシュの名称で使用。ウォリアーは相手に膝を立てられてカウンター攻撃を受けたことから、うつぶせに倒れている相手の背中に浴びせることもあった（カマラも同様の形で放つことがあった）。
ジャンピング式と同様に使い手には重量級のレスラーが多いが、ミル・マスカラスやドス・カラスも跳躍力を活かして放つことがあった。
- 主な使用者
  - ビッグ・レッド（ホリー・ゴースト・スプラッシュ）
  - ワンマン・ギャング（747スプラッシュ） / アキーム（エア・アフリカ）
  - カマラ / 初代ジャイアント・キマラ（ウガンダン・スプラッシュ）
  - タイフーン（タイダル・ウェーブ）
  - アルティメット・ウォリアー（アルティメット・スプラッシュ）
  - セーラー・ホワイト
  - キングコング・バンディ
  - レロイ・ブラウン
  - レイ・キャンディ
  - ビッグ・ボスマン
  - ビッグバン・ベイダー（ランニング・ビッグバン・クラッシュ）
  - ボツワナ・ビースト / 2代目ジャイアント・キマラ（ウガンダン・スプラッシュ）
  - 曙（アケボノ・スプラッシュ）
  - 浜亮太
  - 力（アンリミテッド・パワー）

## ダイビング・ボディ・プレス
ダイビング・ボディ・プレス（Diving Body Press）は、コーナーポスト最上段もしくは2段目から、仰向けに倒れている相手に向かってダイブして、自らの上体を浴びせる。フライング・ボディ・プレスとも呼ばれている。巨漢レスラーが使用する場合はフライング・ソーセージとも呼ばれている。
元々は重量級レスラーが使う飛び技の代表格で、圧倒的なウェイトとパワーを引き立たせる技として用いていたが、中量級レスラーと軽量級レスラーも跳躍力を活かしたフィニッシュ・ホールドとして使用。ミル・マスカラスのように、立っている相手に放つ技はフライング・ボディ・アタックなどと呼ばれている。
主な同一技
フライング・ソーセージ
キング・イヤウケア、ブル・ラモス、キラー・トーア・カマタなどの巨漢レスラーが放つダイビング・ボディ・プレス。後年ではロージー、ウマガなどがサモアン・スプラッシュの名称で使用していた。ソーセージとは「観測用の気球（Sausage Balloon）」が由来であり、食べ物の「ソーセージ」のことではない。「気球のように大きな」巨漢レスラーが得意技としたことから名付けられた。「ハワイの巨象」ことイヤウケアが元祖とされている。
スーパーフライ
ジミー・スヌーカのダイビング・ボディ・プレス。技名がニックネームとしても定着している。スーパーフライ・スプラッシュとも呼ばれている。反り気味にした体を大きく広げて放つ。ベビーフェイス時代のリック・マーテルも同様のフォームを使用していた。
外道と田中将斗も同名で使用するがフォームとしては後述の屈伸式と同様のものであり、このスヌーカのものとは異なっている。
スパイダー・プレス
アーニー・ラッドのダイビング・ボディ・プレス。技名は日本でのニックネーム「黒い毒グモ」にちなんで名付けられた。
スティンガー・スプラッシュ
スティングのダイビング・ボディ・プレス。コーナーにもたれかかる相手への串刺し式ボディ・アタックもスティンガー・スプラッシュと呼ばれている。
ニュークリア・スプラッシュ
バンバン・ビガロのダイビング・ボディ・プレス。ランニング式で放つ場合もある。
マネー・ショット
バル・ビーナスのダイビング・ボディ・プレス。飛ぶ前に大見得を切ってから放つ。
ダイビング・ビッグバン・クラッシュ
ビッグバン・ベイダーのダイビング・ボディ・プレス。
ムササビ・プレス
AKIRAのボディ・プレス。飛ぶ前に両手を広げ大見得を切り、体を反り返ったような空中姿勢で放つ。空中での姿勢がムササビの飛ぶ姿勢に似ていたことから名付けられた。
ダイナミック・プレス
田上明のダイビング・ボディ・プレス。大一番でしか見せず、飛ぶ前にコーナー上で片手を挙げてアピールする場合が多い。
パールハーバー・スプラッシュ
葛西純のダイビング・ボディ・プレス。コーナートップで「シャキーン」もしくは「シュワッチ」と声を上げゴーグルを装着。敬礼ポーズと共に「シェー」と声を上げてから放つ。その際観客も一緒に「シェー」と声を上げるのが慣例化している。そのゴーグルは真珠湾攻撃によって亡くなった祖父の形見である（初期設定）。
ゴーレム・スプラッシュ
岡林裕二のダイビング・ボディ・プレス。
ファンキー・プレス
谷口周平のダイビング・ボディ・プレス。飛ぶ前にコーナー上で両手を広げてアピールしてから決める。空中で大きく体をエビ反りにするのが特徴。マイバッハ谷口のリングネームで活動していた時期はマイバッハ・プレスの名称で使用していた。
ビースト・スプラッシュ
入江茂弘のダイビング・ボディ・プレス。空中で大きく体をエビ反りにするのが特徴。
- 主な使用者 
  - キング・イヤウケア（フライング・ソーセージ）
  - ブル・ラモス（フライング・ソーセージ）
  - キラー・トーア・カマタ
  - アーニー・ラッド（スパイダー・プレス）
  - ジミー・スヌーカ（スーパーフライ）
  - リック・マーテル
  - カマラ（ウガンダン・スプラッシュ）
  - ワイルド・サモアン（サモアン・スプラッシュ）
  - ビッグバン・ベイダー（ダイビング・ビッグバン・クラッシュ）
  - バンバン・ビガロ（ニュークリア・スプラッシュ）
  - スティング（スティンガー・スプラッシュ）
  - ロージー（サモアン・スプラッシュ）
  - ウマガ（サモアン・スプラッシュ）
  - バル・ビーナス（マネー・ショット）
  - ジェイ・ウーソ（サモアン・スプラッシュ）
  - ジミー・ウーソ（サモアン・スプラッシュ）
  - ジェイコブ・ファトゥ（サモアン・スプラッシュ）
  - ソロ・シコア（サモアン・スプラッシュ）
  - 田上明（ダイナミック・プレス）
  - AKIRA（ムササビ・プレス）
  - 力皇猛
  - 吉江豊
  - 葛西純（パールハーバー・スプラッシュ）
  - 岡林裕二（ゴーレム・スプラッシュ）
  - 入江茂弘（ビースト・スプラッシュ）
  - 谷口周平（ファンキー・プレス）
  - 斉藤レイ

### 派生技

#### 屈伸式ダイビング・ボディ・プレス
コーナーポスト最上段から仰向けに倒れている相手に向かってダイブして、空中で一度屈伸運動を加えて自らの上体を浴びせる。飛ぶ姿がカエルが跳ねているように見えることからフロッグ・スプラッシュとも呼ばれている。
タイガーマスク（2代目）のデビュー戦の相手を務めたラ・フィエラが日本で初公開したとされたが、山本小鉄がガメラ式ボディ・プレスの愛称で以前から使用していた。後にアート・バーのアート・バー・プレスが変化したものがフロッグ・スプラッシュと呼ばれるようになり、この技の著名な使い手の1人であるエディ・ゲレロはパートナーだったアートの没後に使い始めた。ロブ・ヴァン・ダムはファイブ・スター・フロッグ・スプラッシュ、外道と田中将斗はスーパーフライの名称で使用（ジミー・スヌーカの元祖スーパーフライとはフォームが異なる）。
- 主な使用者
  - エディ・ゲレロ
  - アート・バー（アート・バー・プレス）
  - ロブ・ヴァン・ダム（ファイブスター・フロッグ・スプラッシュ）
  - チャボ・ゲレロ・ジュニア
  - クリスチャン・ヨーク
  - アファ・ジュニア
  - ブライアン・ケンドリック（リフトターン・アット・アルバカーキ）
  - ケビン・オーエンズ（ブルフロッグ・スプラッシュ）
  - ショーン・デバリ（マジック・カーペットライド）
  - セス・ロリンズ
  - マイケル・エルガン（ビッグマイクフライ・フロー）
  - マット・ターバン
  - リッチ・スワン（スワン・スプラッシュ）
  - ACH（ドラゴン・フライ）
  - 山本小鉄（ガメラ式ダイビング・ボディ・プレス）

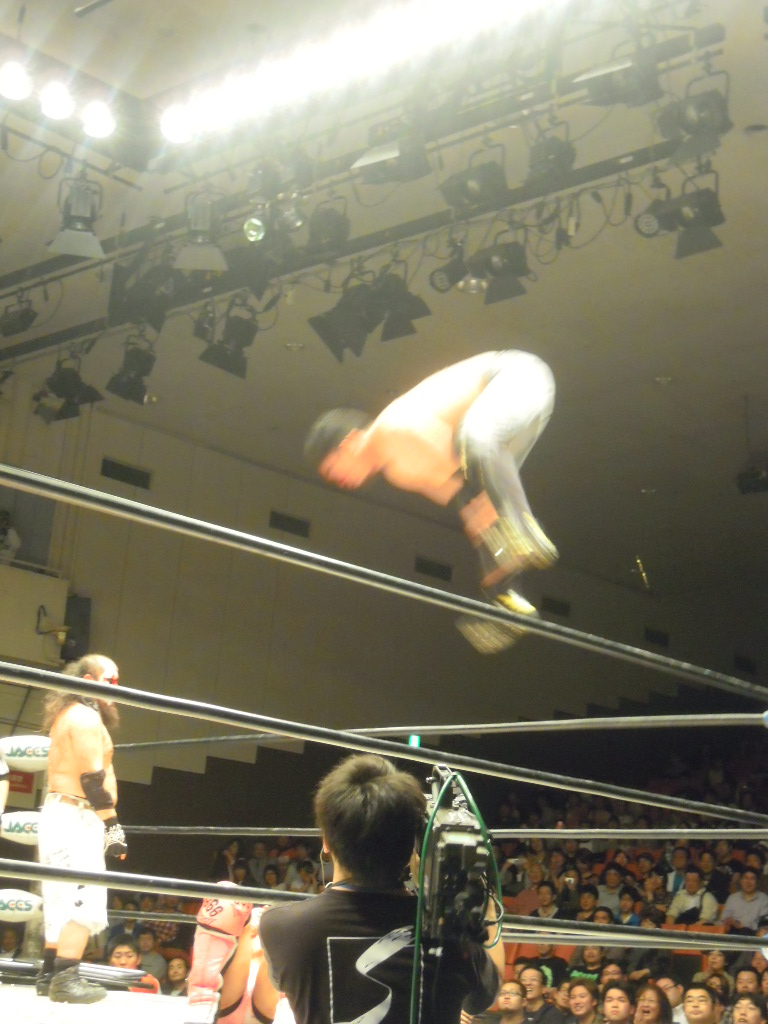
伊東竜二による開脚屈伸式ダイビング・ボディ・プレス（ドラゴン・スプラッシュ）。

  - 三沢光晴
  - 獣神サンダー・ライガー
  - 嵐
  - 外道（スーパーフライ）
  - 田中将斗（スーパーフライ）
  - HUB（猛毒波布空爆）
  - 棚橋弘至（ハイフライ・フロー）
  - 関本大介
  - 石川修司（ジャイアント・スプラッシュ）
  - 火野裕士（筋肉スプラッシュ）
  - 守部宣孝
  - 諏訪魔
  - 伊藤旭彦
  - Kzy（KZ.time）
  - KAI（スプラッシュ・プランチャ）
  - 梶原慧
  - 田中祐樹
  - 翔太
  - 拳剛
  - 三富政行（ソルティー・スプラッシュ）
  - 吉岡勇紀
  - 上野勇希
  - 仙台幸子（200%プレス）
  - 紫雷イオ（サンダー・スプラッシュ）
  - 宮城もち（棚からぼたもち）
  - ライディーン鋼
  - 彩羽匠

#### 開脚屈伸式ダイビング・ボディ・プレス
コーナーポスト最上段から仰向けに倒れている相手に向かってダイブして、空中で両足を開脚して両腕を1度振り下ろしてクロスさせて自らの上体を浴びせる。上記の屈伸式ダイビング・ボディ・プレスの類似技。日本ではCIMAはマッド・スプラッシュの名称で知られている。
ディーロ・ブラウンはロー・ダウン、伊東竜二はドラゴン・スプラッシュの名称で使用。
- 主な使用者
  - ディーロ・ブラウン（ロー・ダウン）
  - CIMA
  - 伊東竜二（ドラゴン・スプラッシュ）
  - 伊藤旭彦
  - エル・デスペラード
  - 児玉裕輔
  - 平田一喜
  - 三尾祥久
  - Leon
  - ハイビスカスみぃ
  - DASH・チサコ（ホルモン・スプラッシュ）
  - 石橋葵（クッキー・スプラッシュ）

#### 450°スプラッシュ
読み方は「フォーフィフティー・スプラッシュ」。コーナーポスト最上段から仰向けに倒れている相手に向かってダイブして、空中で前方1回転して自らの上体を浴びせる。日本ではハヤブサのファイヤーバード・スプラッシュの名称で知られている。
AJスタイルズはスワンダイブ式をスーパーマン・スプラッシュの名称で使用。派生技としてPACがリバース式で放つフレーミング・スター・プレスがある。類似技としてフェニックス・スプラッシュがある。
- 主な使用者
  - スコーピオ（スコーピオ・スプラッシュ）
  - ポール・ロンドン
  - ロン・キリングス
  - AJスタイルズ（スーパーマン・スプラッシュ）
  - ムスタファ・アリ
  - ビアンカ・ベレアー
  - リコシェ
  - ジャスティン・ガブリエル
  - ニック・ジャクソン
  - フリップ・ゴードン（フォー・フリッピー・スプラッシュ）
  - ロビー・イーグルス
  - ウィル・オスプレイ
  - ハヤブサ
  - 義経
  - 新井健一郎
  - 青柳亮生
  - 飯伏幸太
  - 石森太二
  - MAO（キャノンボール450°）
  - ドラゴン・ダイヤ
  - 吉野達彦
  - さくらえみ（2階からのニャンニャン・プレス）

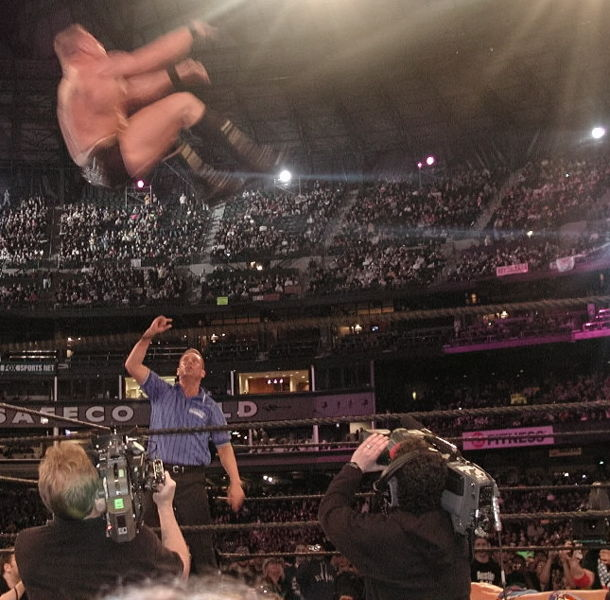
ブロック・レスナーによるシューティング・スター・プレス。

  - 夕陽
  - 上谷沙弥

#### シューティング・スター・プレス
コーナーポスト最上段からリングに背を向けた状態で仰向けに倒れている相手に向かってダイブして、空中でリングと向かい合わせの状態から前方に踏み切りつつ後方転回して自らの上体を浴びせる。
マーク・メロはワイルド・シングまたはマーベロ・シティ、ポール・ロンドンはロンドン・コーリング、マグナムTOKYOはAVスター・プレスの名称で使用。ヘビー級レスラーではブロック・レスナーも使用したことがある。
円華やPACなどはコーナーに登らずにマット上で放つ。PACは従来のシューティング・スター・プレスに横1回転捻り（360度回転）加えて放つのを360°シューティングスター・プレス（サーティーシックス・シューティング・スター・プレス）の名称で使用。
- 主な使用者
  - マーク・メロ（ワイルド・シング / マーベロシティ）
  - シェイン・マクマホン
  - ビリー・キッドマン
  - ポール・ロンドン（ロンドン・コーリング）
  - マーク・ブリスコ
  - マット・サイダル
  - リコシェ
  - ウィル・オスプレイ
  - 獣神サンダー・ライガー
  - マグナムTOKYO（AVスター・プレス）
  - 飯伏幸太
  - 丸藤正道
  - 義経
  - GENTARO
  - 遠藤哲哉（バーニング・スター・プレス）

#### サザンクロス・スプラッシュ
コーナーポスト最上段仰向けに倒れている相手に向かってダイブして、空中で側転をするような形で体の向きを変えて自らの上体を浴びせる。
田口隆祐は屈伸式を円盤中毒の名称で使用。
- 主な使用者
  - スコーピオ
  - 金丸義信
  - 田口隆祐（円盤中毒）
  - カズ・ハヤシ
  - 米山香織（スノーボード・スプラッシュ）
  - 希月あおい（スノーブロウ）
  - 藤ヶ崎矢子
  - スターライト・キッド
  - なつぽい（フェアリアル・ギフト）

#### トルナド・デ・アカプルコ
コーナーポスト最上段から仰向けに倒れている相手に向かってダイブして、空中で体を180度旋回させてリングに背を向けて、それと同時に体を錐揉み回転のように横回転させながら自らの上体を浴びせる。
- 主な使用者
  - ツバサ
  - 神田裕之

## リバース・スプラッシュ

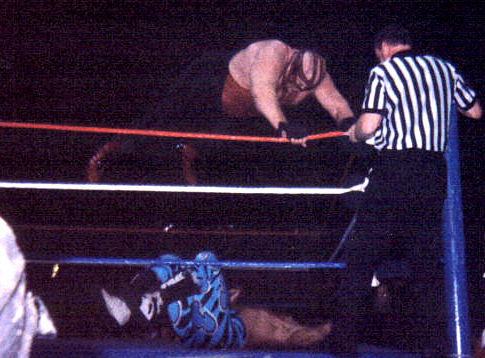
ビッグバン・ベイダーによるリバース・スプラッシュ（ベイダー・ボム）。

スイング・スプラッシュ、コーナーポスト・プレスとも呼ばれている。仰向けに倒れている相手に対し、リングに背を向けた状態でコーナーポストの2段目に上り、トップロープを掴んで勢いをつけて後方へ体をジャンプさせ、そのままロープから手を放して相手の体の上に上体を落下させる。
- 主な使用者
  - ボブ・オートン・ジュニア
  - バック・ズモフ
  - ビッグバン・ベイダー（ベイダー・ボム）
  - ビッグ・ショー
  - ジェイソン・アルバート
  - ジャック・スワガー（スワガー・ボム）
  - 大仁田厚
  - 新崎人生
  - 太陽ケア
  - 高木三四郎
  - 相島勇人
  - 不動力也
  - 柴田正人
  - 浜亮太（スーパー・オオキド・プレス）
  - 高橋奈七永
  - 世志琥（上からヨシコ）

## ムーンサルト・プレス / ラウンディング・ボディ・プレス

### ムーンサルト・プレス
コーナーポスト最上段からリングに背を向けた状態で仰向けに倒れている相手に向かってダイブして、空中で後方転回して自らの上体を浴びせる。下記のラウンディング・ボディ・プレスとは異なり、跳躍時に横方向への捻りは加えられない。ただし後年開発された派生技の中には、捻りを加えるものも存在する。

### ラウンディング・ボディ・プレス
旋回式ダイビング・ボディ・プレスとも呼ばれている。月面水爆なる異名も持つ。コーナーポスト最上段からリングに背を向けた状態で仰向けに倒れている相手に向かってダイブして、空中で上体を反らせて後方転回して横方向への回転を加えて自らの上体を浴びせる。頂点付近の空中姿勢は旋回式ボディ・アタックのようにマットと水平になる点が特徴。ムーンサルト・プレスの原型として知られている。
- 主な使用者
  - ジョージ高野
  - タイガーマスク（初代）
  - ブルー・パンテル
  - バンバン・ビガロ
  - ジミー・デル・レイ
  - 武藤敬司
  - SANADA